# Naufragio d'anime
Naufragio d'anime è un film muto italiano del 1920 diretto da Pier Antonio Gariazzo.